# Frédéric-Guillaume Raiffeisen
Pour les articles homonymes, voir Raiffeisen.
Pour les articles homonymes, voir Banque Raiffeisen.
Friedrich Wilhelm Raiffeisen (francisé en Frédéric-Guillaume Raiffeisen), né le 30 mars 1818 à Hamm (Sieg) (Grand-duché du Bas-Rhin) et mort le 11 mars 1888 à Neuwied (anciennement Heddesdorf), est un homme politique et économiste prussien, fondateur et inspirateur d'un mouvement de banques coopératives et de coopératives agricoles.

## Biographie
Frédéric-Guillaume Raiffeisen est issu d’une famille d’origine modeste de neuf enfants, marquée par la religion et le sens du bien public. Son père, Gottfried-Friedrich Raiffeisen est agriculteur et maire de la commune de Hamm. Il meurt à 40 ans. Sa mère, Amalie Christiane née Lantzendörffer, originaire de la région de Siegerland élève alors seule ses neuf enfants.
Frédéric-Guillaume Raiffeisen quitte l’école à 14 ans, puis est formé trois ans par son oncle et parrain, pasteur à Hamm. À partir de 17 ans, sa famille étant trop pauvre pour financer ses études, il suit une formation militaire à Cologne, Coblence et Sayn, interrompue à cause d'une maladie des yeux. Il entre alors dans l’administration civile.
En 1845, Frédéric Guillaume Raiffeisen est nommé bourgmestre de Weyerbusch en Westerwald. Prenant conscience des difficultés de ses administrés lors de la crise économique et alimentaire des années 1846-1848, il essaye d’y remédier en fondant dès 1846, une « Association pour le pain » et crée un fournil communautaire.
Muté à Flammersfeld, il fonde le 1er décembre 1849 la Société de secours aux agriculteurs impécunieux de Flammersfeld. Dans cette nouvelle affectation, Raiffeisen entend lutter contre la pauvreté des paysans et des artisans en favorisant l’entraide financière.
En 1852, il est muté à Heddesdorf près de Neuwied dans la vallée rhénane et il y fonde l’« Association charitable de Heddesdorf » qui devient en 1862 l'Association-caisse de prêts de Heddesdorf.
Retraité et presque aveugle, aidé par sa fille Amalie Raiffeisen, il parcourt la campagne et les pays limitrophes de l’Allemagne pour aider à la création de coopératives de prêts et marchandes. Ses déplacements le conduisent à Strasbourg, où ses idées trouvent un terrain favorable grâce aux idées de Charles Fourier, Louis Blanc et Jean-Nicolas-Louis Durand.
C'est ainsi qu'il donne naissance à des caisses de crédit, ou caisses rurales, où les prêts sont permis grâce à la solidarité de tous les sociétaires. Ces caisses sont à l'origine de différents organismes bancaires, comme le Crédit mutuel en France, les banques Raiffeisen suisses, autrichienne, allemandes et luxembourgeoises, le Mouvement Desjardins au Canada, la banque Norinchukin au Japon, ou encore Sicredi au Brésil.

## Principes
Raiffeisen a mis en évidence le lien entre pauvreté et dépendance. Pour sortir du cycle « pauvreté, dépendance, pauvreté », il développe des associations d’entraide financière basée sur l’épargne, le prêt et la caution mutuelle et théorise la formule des 3 S (en allemand : Selbsthilfe, Selbstverwaltung, Selbstverantwortung) :
- Auto-assistance (Selbsthilfe) : les membres partagent un même intérêt à joindre leurs forces pour obtenir un meilleur accès au marché tant pour leur intérêt personnel que pour l’intérêt commun.
- Auto-administration (Selbstverwaltung) : les membres sont démocratiquement impliqués dans l’organisation et la gouvernance de leurs entreprises.
- Auto-responsabilité (Selbstverantwortung) : les membres sont responsables collectivement et s’impliquent individuellement dans le développement pérenne et durable de leur coopérative.

Dans la banque, ces principes ont été historiquement déclinés en cinq points :
- les crédits ne sont accordés qu’aux sociétaires
- les sociétaires sont responsables de façon illimitée
- l’action de la caisse est limitée à une zone restreinte
- les fonctions d’administrateurs sont bénévoles
- l’excédent financier n’est pas distribué

Les mouvements coopératifs héritiers de la philosophie Raiffeisen sont réunis au sein de l’Union Internationale Raffeisen (IRU).

## Influences
Aujourd’hui[Quand ?], plus de 900 000 coopératives (agricoles ou de crédit), réunissant 800 millions de membres dans plus de 100 pays, sur tous les continents, adoptent les principes de Raiffeisen.
Dans plusieurs pays d’Afrique et d’Asie (notamment au Burkina-Faso, Cambodge, Congo, Niger, Philippines, République Centrafricaine, Sénégal), de nouvelles coopératives d’épargne et de crédit se créent et se développent notamment grâce à la coopération technique de plusieurs banques Raiffeisen. L’assistance et le transfert de compétence visent à l’autonomisation et au renforcement de l’indépendance des réseaux coopératifs mis en place respectant ainsi les principes fondateurs.
En France, le CICM (Centre international du Crédit Mutuel), fondé en 1979, accompagne la création et le développement des caisses mutualistes sur le modèle Raiffeisen dans les pays émergents,.